# Мариора
Мариора (мађ. Marióra), је женско име које се користи у мађарском језику, води порекло из румунског језика и један је од облика имена Марија.
Сродна имена су: Манон, Мара, Маријан, Маријана, Марица, Марина, Маринела, Маринета, Маријон, Марита, Маша, Мија, Мијета, Мирјам и Риа.

## Имендани
- 24. мај.

## Варијације имена у језицима
-,